# Об'єднаний комітет начальників штабів США

Офіційна символіка об'єднаного комітету начальників штабів Збройних сил США

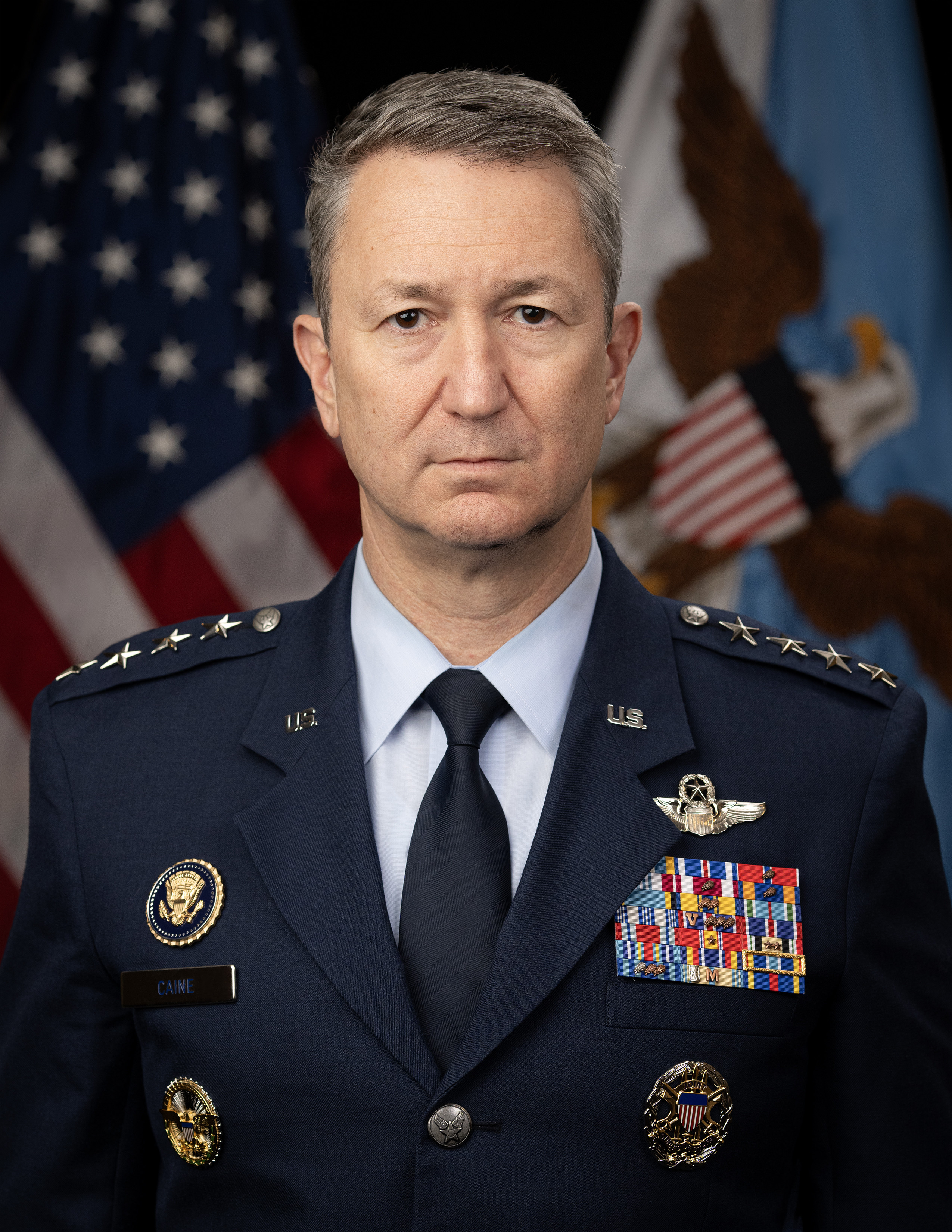
Голова Об'єднаного комітету начальників штабів США генерал Джон Деніел Кейн (з 11 квітня 2025 року)

Об'є́днаний коміте́т нач́альників штабі́в, ОКНШ (англ. Joint Chiefs of Staff, JCS) — головний робочий орган управління військами Збройних сил США, до якого входить група вищих офіцерів: начальник штабу Армії, начальник штабу Повітряних сил, керівник військово-морськими операціями, комендант Корпусу морської піхоти, головнокомандувачі видів збройних сил США, що представляють усі основні компоненти збройних сил.
Головними посадовими особами Об'єднаного комітету начальників штабів є голова Об'єднаного комітету начальників штабів США та його заступник.
Аналогічні організації існують у інших країнах — у Британській Співдружності часом називають Комітетом начальників штабів (англ. Chiefs of Staff Committees, COSCs).